# Green Bay Packers 1996
La stagione 1996 dei Green Bay Packers è stata la 76ª della franchigia nella National Football League. Sotto la direzione del capo-allenatore al quinto anno Mike Holmgren, la squadra terminò con un record di 13-3, vincendo il suo secondo titolo di division consecutivo. La squadra ebbe un record perfetto di 8-0 in casa, la prima volta che rimase imbattuta tra le mura amiche dal 1962. Green Bay ebbe il miglior attacco della NFL (456 punti segnati) e anche la miglior difesa (210 punti subiti). Fu la prima volta che ciò accadde dagli imbattuti Miami Dolphins del 1972.  Stabilì anche un record NFL per il minor di touchdown subiti in una stagione da 16 partite, con 19. I Packers concessero il minor numero di yard della NFL e stabilirono un record per yard su ritorno di punt. Brett Favre vinse il suo secondo titolo consecutivo di MVP della NFL e stabilì un record in carriera con 39 passaggi da touchdown.
Nei playoff i Packers sconfissero i San Francisco 49ers nel divisional round e i Carolina Panthers nella finale della NFC.  Green Bay batté i New England Patriots nel Super Bowl XXXI conquistando il suo terzo Super Bowl e il 12º titolo complessivo.

## Roster
| Roster dei Green Bay Packers nel 1996 |
| --- |
| Quarterback - Brett Favre - Jim McMahon - Doug Pederson Running Back - Edgar Bennett - William Henderson FB - Travis Jervey - Calvin Jones - Dorsey Levens Wide Receiver - Don Beebe KR - Antonio Freeman - Desmond Howard KR/PR - Derrick Mayes - Terry Mickens - Andre Rison Tight End - Mark Chmura - Keith Jackson - Jeff Thomason Offensive Linemen - Gary Brown T - Jeff Dellenbach C/T - Earl Dotson T - Lindsay Knapp G - John Michels T - Marco Rivera G - Aaron Taylor G - Adam Timmerman G - Bruce Wilkerson T - Frank Winters C Defensive Linemen - Gilbert Brown DT - Shannon Clavelle DE - Santana Dotson DT - Darius Holland DT - Sean Jones DE - Bob Kuberski DT - Reggie White DE - Gabe Wilkins DE Linebacker - Ron Cox OLB - Bernardo Harris MLB - Lamont Hollinquest OLB - George Koonce MLB - Keith McKenzie OLB - Wayne Simmons OLB - Brian Williams OLB Defensive Back - LeRoy Butler SS - Doug Evans CB - Chris Hayes SS - Roderick Mullen SS - Craig Newsome CB - Mike Prior FS - Eugene Robinson FS - Michael Robinson CB - Tyrone Williams CB Special Team - Craig Hentrich P - Chris Jacke K Lista delle riserve - Robert Brooks WR (IR) - James Bostic RB (IR) - Rob Carpenter WR (IR) - Chris Darkins RB (IR) - Matthew Dorsett CB (IR) - Mike Flanagan C (IR) - Ken Ruettgers T (IR) Squadra di allenamento - Bill Schroeder WR - Walter Scott DE - Kyle Wachholtz QB |
| Legenda - I rookie sono in corsivo. - Il primo ruolo è il principale mentre gli eventuali successivi indicano i ruoli secondari. - (IR) sta per Injured Reserve ed indica la lista ristretta per un solo giocatore infortunato che può tornare ad allenarsi dopo la settimana 6 e a rientrare in prima squadra dopo che questa ha giocato 8 partite. - (NF-Inj.) / (NF-Ill.) stanno rispettivamente per Non-Football Injured e Non-Football Illness ed indicano le liste dove viene inserito un giocatore che ha un infortunio o una malattia non dipendente dal football americano. - (PUP) sta per Physically Unable to Perform ed indica la lista dove viene inserito un giocatore mentre è in attesa di recuperare la condizione fisica. Nella stagione regolare dopo la sesta partita giocata dalla propria squadra, il giocatore ha tempo tre settimane per riprendere ad allenarsi, più tre settimane aggiuntive dal suo rientro agli allenamenti per rientrare in prima squadra. |

## Calendario
| Stagione regolare |                    |                         |                    |                    |                              |                    |                    |                    |
| Turno             | Data               | Avversario              | Risultato          | Record             | Stadio                       | Sintesi            |                    |                    |
| 1                 | 1 settembre        | at Tampa Bay Buccaneers | V 34–3             | 1–0                | Houlihan's Stadium           | Recap              |                    |                    |
| 2                 | 9 settembre        | Philadelphia Eagles     | V 39–13            | 2–0                | Lambeau Field                | Recap              |                    |                    |
| 3                 | 15 settembre       | San Diego Chargers      | V 42–10            | 3–0                | Lambeau Field                | Recap              |                    |                    |
| 4                 | 22 settembre       | at Minnesota Vikings    | S 21–30            | 3–1                | Hubert H. Humphrey Metrodome | Recap              |                    |                    |
| 5                 | 29 settembre       | at Seattle Seahawks     | V 31–10            | 4–1                | Kingdome                     | Recap              |                    |                    |
| 6                 | 6 ottobre          | at Chicago Bears        | W 37–6             | 5–1                | Soldier Field                | Recap              |                    |                    |
| 7                 | 14 ottobre         | San Francisco 49ers     | V 23–20 (dts)      | 6–1                | Lambeau Field                | Recap              |                    |                    |
| 8                 | Settimana di pausa | Settimana di pausa      | Settimana di pausa | Settimana di pausa | Settimana di pausa           | Settimana di pausa | Settimana di pausa | Settimana di pausa |
| 9                 | 27 ottobre         | Tampa Bay Buccaneers    | V 13–7             | 7–1                | Lambeau Field                | Recap              |                    |                    |
| 10                | 3 novembre         | Detroit Lions           | V 28–18            | 8–1                | Lambeau Field                | Recap              |                    |                    |
| 11                | 10 novembre        | at Kansas City Chiefs   | S 20–27            | 8–2                | Arrowhead Stadium            | Recap              |                    |                    |
| 12                | 18 novembre        | at Dallas Cowboys       | S 6–21             | 8–3                | Texas Stadium                | Recap              |                    |                    |
| 13                | 24 novembre        | at St. Louis Rams       | V 24–9             | 9–3                | Trans World Dome             | Recap              |                    |                    |
| 14                | 1 dicembre         | Chicago Bears           | V 28–17            | 10–3               | Lambeau Field                | Recap              |                    |                    |
| 15                | 8 dicembre         | Denver Broncos          | V 41–6             | 11–3               | Lambeau Field                | Recap              |                    |                    |
| 16                | 15 dicembre        | at Detroit Lions        | V 31–3             | 12–3               | Pontiac Silverdome           | Recap              |                    |                    |
| 17                | 22 dicembre        | Minnesota Vikings       | V 38–10            | 13–3               | Lambeau Field                | Recap              |                    |                    |

Note: gli avversari della propria division sono in grassetto.

### Playoff
| Playoff          |                                           |                                           |                                           |                                           |                                           |                                           |                                           |
| Turno            | Data                                      | Avversario (seed)                         | Risultato                                 | Record                                    | Stadio                                    | Sintesi                                   |                                           |
| Wild Card        | Qualificati direttamente al secondo turno | Qualificati direttamente al secondo turno | Qualificati direttamente al secondo turno | Qualificati direttamente al secondo turno | Qualificati direttamente al secondo turno | Qualificati direttamente al secondo turno | Qualificati direttamente al secondo turno |
| Divisional       | 4 gennaio 1997                            | San Francisco 49ers (4)                   | V 35–14                                   | 1–0                                       | Lambeau Field                             | Recap                                     |                                           |
| NFC Championship | 12 gennaio 1997                           | Carolina Panthers (2)                     | V 30–13                                   | 2–0                                       | Lambeau Field                             | Recap                                     |                                           |
| Super Bowl XXXI  | 26 gennaio 1997                           | New England Patriots (A2)                 | V 35–21                                   | 3–0                                       | Louisiana Superdome                       | Recap                                     |                                           |

## Classifiche
| NFL Central           |    |    |   |      |     |     |     |
|                       | V  | S  | P | %    | PF  | PS  | STR |
| (1) Green Bay Packers | 13 | 3  | 0 | .813 | 456 | 210 | V5  |
| (6) Minnesota Vikings | 9  | 7  | 0 | .563 | 298 | 315 | S1  |
| Chicago Bears         | 7  | 9  | 0 | .438 | 283 | 305 | S1  |
| Tampa Bay Buccaneers  | 6  | 10 | 0 | .375 | 221 | 293 | V1  |
| Detroit Lions         | 5  | 11 | 0 | .313 | 302 | 368 | S5  |